# ジュノー (CL-119)
ジュノー (USS Juneau, CL/CLAA-119) は、アメリカ海軍の巡洋艦。アトランタ級軽巡洋艦の9番艦。艦名はアラスカ州ジュノーに因む。その名を持つ艦としては2隻目。本艦以降の3隻はジュノー級として分類される場合がある。

## 艦歴
「ジュノー」はニュージャージー州カーニーのフェデラル・シップビルディング社で1944年9月15日に起工。1945年7月15日にB・L・バートレット夫人によって進水し、1946年2月15日にルーファス・E・ローズ艦長の指揮下就役した。
就役初年度、「ジュノー」は大西洋岸とカリブ海沿いに作戦活動に従事した。朝鮮戦争に先立って地中海へ3度の巡航を行う。1947年4月16日にニューヨークを出航、5月2日にトリエステで第6艦隊に合流し、イタリアとユーゴスラビア間の領土問題解決への援助を行う。引き続いてギリシャに向かい、共産勢力に対して警戒を行った。訓練のため、11月15日にノーフォークに帰還し、翌1948年6月14日から10月3日まで再び第6艦隊と共に活動し、その後1949年5月3日から9月26日まで3度目の地中海配備を行った。
「ジュノー」は1949年3月18日に CLAA-119 （防空軽巡洋艦）に艦種変更され、11月29日にノーフォークを出航、太平洋に向かう。1950年1月15日にワシントン州ブレマートンに到着し、太平洋岸沿いに作戦活動に参加した。4月22日に第5巡洋艦隊司令官、J. M. ヒギンズ少将の旗艦となり、6月1日に日本の横須賀に到着、続いて対馬海峡の監視パトロール任務を始めた。6月25日に朝鮮戦争が始まり、「ジュノー」は極東海軍司令官C. ターナー・ジョイ中将が直ちに指揮可能な僅かな艦の内の1隻であった。「ジュノー」は敵の上陸を防ぐため38度線以南を巡航し、6月29日には墨湖港へ最初の艦砲射撃を行う。7月2日には最初の海上戦闘を行い、注文津の近くで敵魚雷艇3隻を沈め（注文津港海戦）、海岸沿いに地上部隊を支援した。7月18日、イギリス軍艦艇を含む艦隊は盈徳近くの敵集結地に対して攻撃を行った。
「ジュノー」は7月28日に佐世保を出航し台湾海峡を通過、8月2日に沖縄の中城湾で第7艦隊に合流した。8月4日に台湾哨戒部隊の旗艦となり、10月29日に朝鮮半島東岸で活動する高速空母任務部隊に加わった。「ジュノー」は航空母艦に対する航空警戒を連日行い、その後1951年5月1日にオーバーホールのためカリフォルニア州ロングビーチに到着した。オーバーホール後は太平洋岸およびハワイ海域で作戦活動を行う。1952年4月19日に横須賀に戻り、空母艦載機部隊と共に韓国沿岸を攻撃し、11月5日にロングビーチに帰還した。
その後「ジュノー」は艦隊演習および作戦活動に従事し、1953年4月7日にノーフォークに到着、大西洋艦隊に再び加わる。5月13日、第6艦隊と共に出航し、10月23日に帰還した。その後も大西洋およびカリブ海で1954年11月18日まで活動し、最後の任務のため地中海に向かう。1955年2月23日に東海岸に帰還し、1956年3月23日にフィラデルフィアで予備役となる。7月23日に退役、大西洋予備役艦隊フィラデルフィアグループ入りし、1959年11月1日に除籍される。1962年にニューヨークのユニオン・メタルズ・アンド・アロイ社にスクラップとして売却された。
「ジュノー」は朝鮮戦争での戦功で5個の従軍星章を受章した。